# Mario Acevedo (nikaraguański piłkarz)
Mario Francisco Acevedo Ruiz (ur. 12 lipca 1972 w Managui) – nikaraguański piłkarz z obywatelstwem gwatemalskim występujący na pozycji pomocnika, reprezentant Nikaragui, trener piłkarski, od 2025 roku prowadzi gwatemalski Municipal.
W wieku pięciu lat wraz z rodzicami wyemigrował z Nikaragui do Gwatemali.